# Contratema
Em música, um contratema é uma ideia melódica ou temática que é executada contra um tema principal de uma fuga, ricercar, invenção, sinfonia, ou outra peça musical contrapontual. em geral um contratema contrasta em caráter com um tema principal, de modo que se por exemplo o tema é assertivo e assenta em notas longas, o contratema será possivelmente mais ativo ritmicamente, e vice-versa.